# 铬橙
铬橙或碱式铬酸铅是一种无机颜料，由铅、氧和铬酸根组成，化学组成为PbCrO4·PbO，或表示为Pb2CrO5。

## 合成与应用
铬橙铅(II)盐碱性的铬酸盐溶液混合可制得铬橙，或者用强碱处理铬黄(PbCrO4)也可得到。

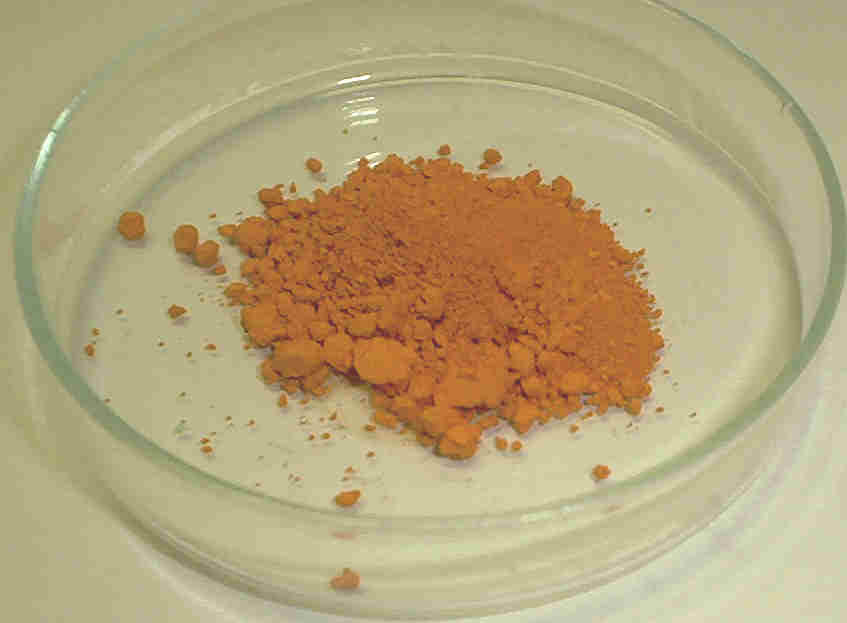
铬橙

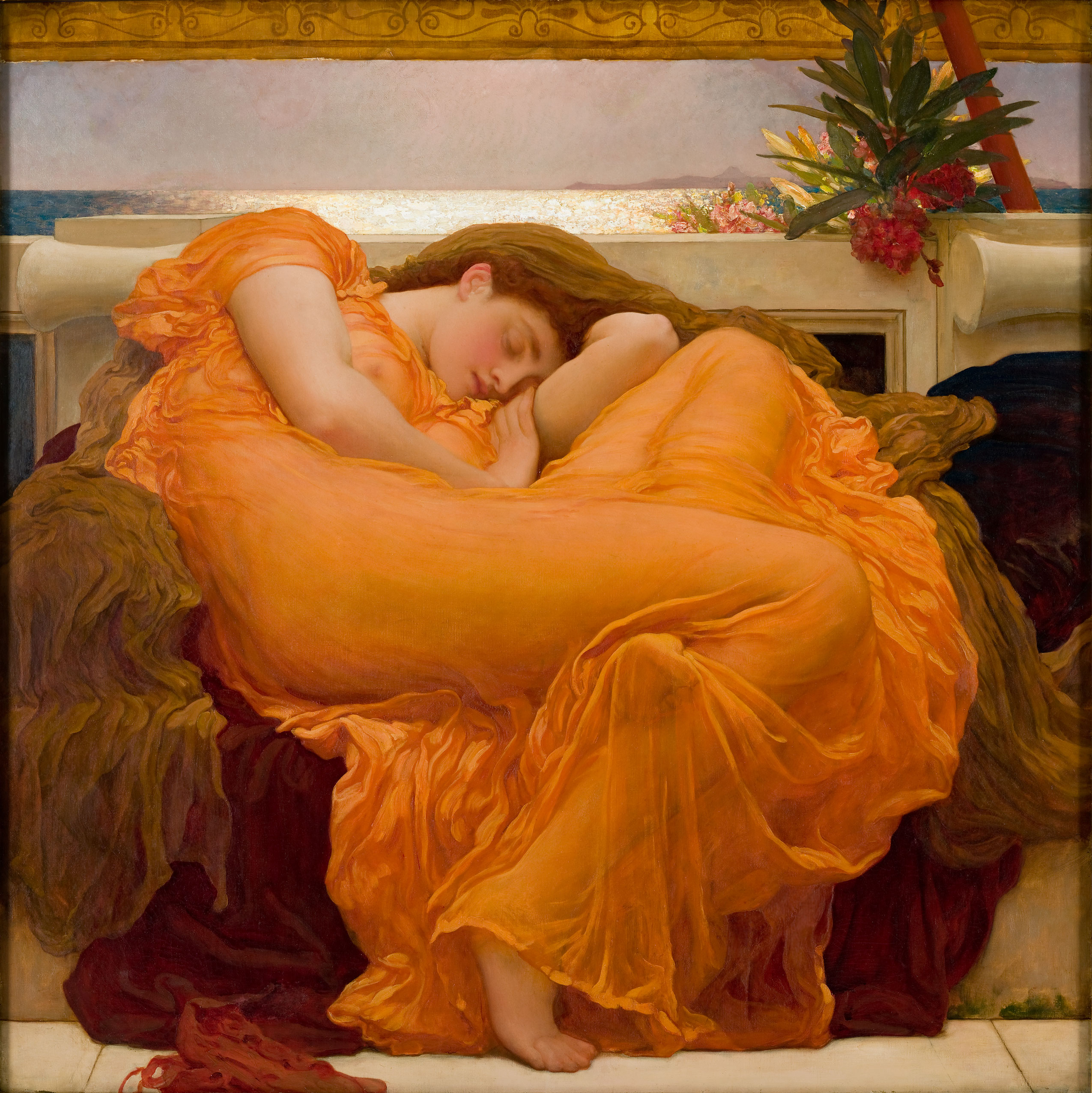
弗雷德里克·雷頓的作品Flaming June，大量使用了铬橙原料 (1895; 藏于波多黎各龐塞艺术博物馆).

铬橙在过去用于绘画颜料。